# 五權車站
五權車站（副站名中興大學）是位於臺中市南區建國南北路與三民路一段口的臺灣鐵路公司鐵路車站，屬臺中線。從車站往東北東約150公尺為五權路，而從車站到國立中興大學正門有大約1.3公里的路程。
交通部鐵道局與國立台灣美術館合作將館藏藝術作品複製，納入車站裝修及廣場公共藝術，包括席德進、廖修平、馬白水、劉其偉等人的作品。

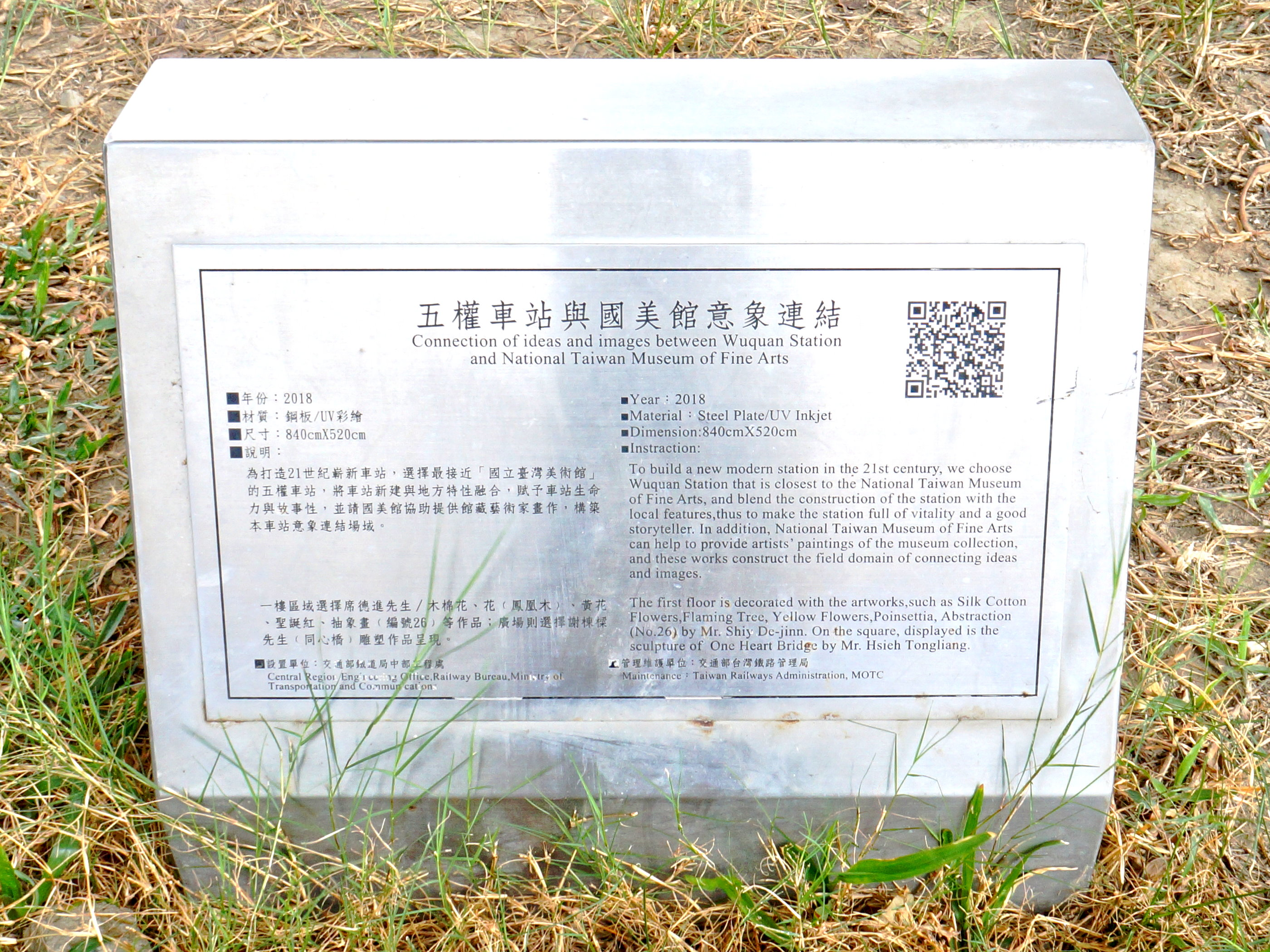
「五權車站與國美館意象連結」解說牌

## 車站概要
本站為簡易通勤站，區間車皆停靠。車站附近設有五權公車站牌可轉乘2條市區公車。

## 車站構造

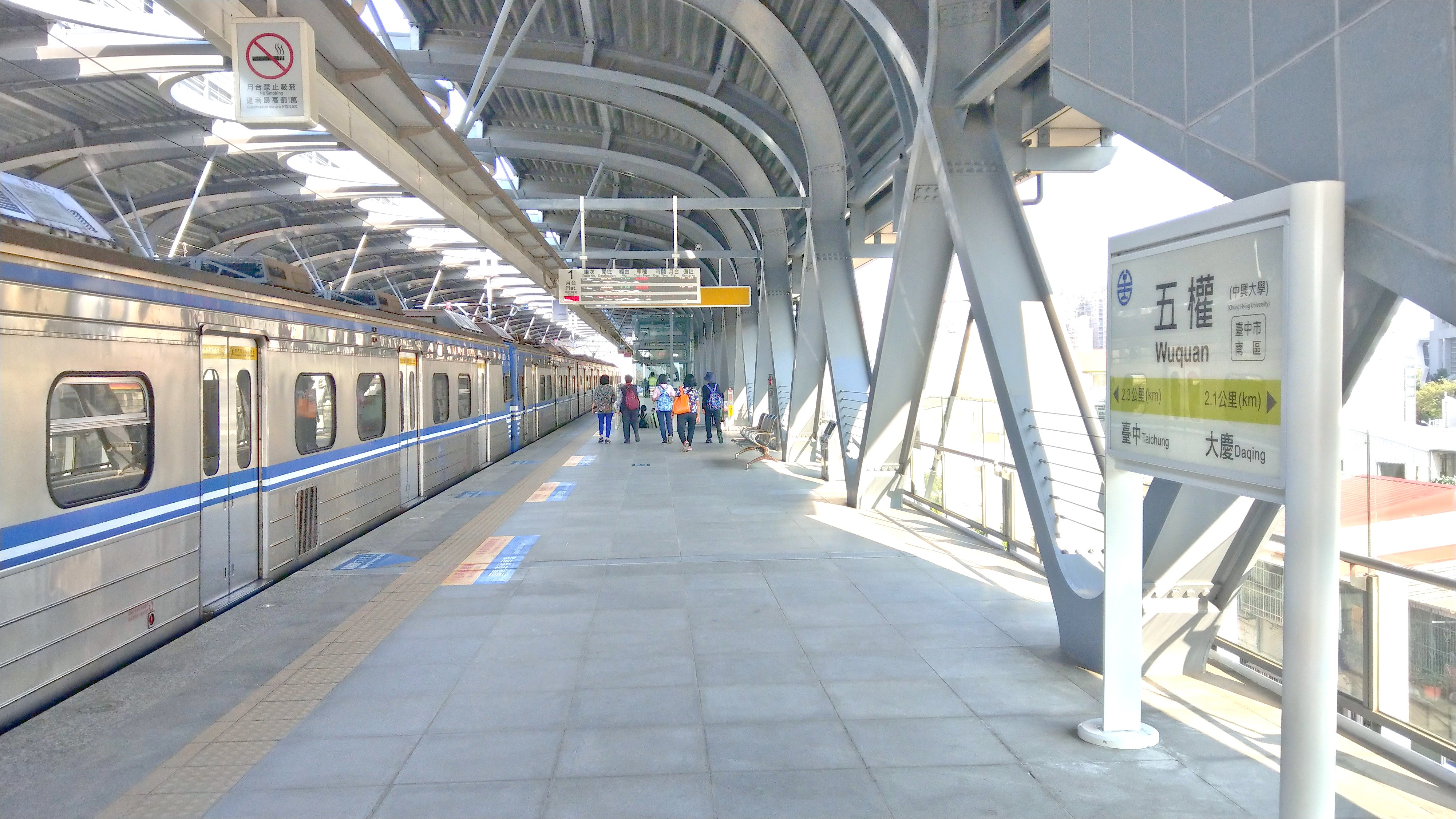
五權車站月台

- 臺鐵臺中線：高架車站
  - 側式月台兩座。

### 車站樓層
| 三樓               |                                  |                                                              |
| 側式月台，左側開門 |                                  |                                                              |
| 第1月台            | 山線 往 彰化、高雄 方向（大慶）→ |                                                              |
| 第2月台            | ←山線 往 竹南、臺北 方向（臺中） |                                                              |
| 側式月台，左側開門 |                                  |                                                              |
| 二樓               | 大廳層                           | 售票窗口、非對號自動售票機、候車室、站內廁所及無障礙親子廁所 |
| 一樓               | 出入口                           | 車站出入口                                                   |

## 利用狀況
根據2024年資料，本站每日旅運量約為3,905，在台鐵各站中排行第65名。
| 年   | 年間    | 年間    | 年間      | 來源   | 日平均 | 日平均 |
| 年   | 上車    | 下車    | 上下車計  | 來源   | 上車   | 上下車 |
| ---- | ------- | ------- | --------- | ------ | ------ | ------ |
| 2018 | 64,438  | 68,068  | 132,506   | [ 5 ]  | 991    | 2,039  |
| 2019 | 475,100 | 496,255 | 971,355   | [ 6 ]  | 1,302  | 2,661  |
| 2020 | 483,576 | 486,487 | 970,063   | [ 7 ]  | 1,321  | 2,650  |
| 2021 | 402,015 | 397,007 | 799,022   | [ 8 ]  | 1,101  | 2,189  |
| 2022 | 451,458 | 449,118 | 900,576   | [ 9 ]  | 1,237  | 2,467  |
| 2023 | 615,671 | 623,724 | 1,239,395 | [ 10 ] | 1,687  | 3,396  |
| 2024 | 710,553 | 718,545 | 1,429,098 | [ 11 ] | 1,941  | 3,905  |

1. 1 2  該站於2018年10月28日啟用

## 外部連結
- 臺灣鐵路公司 – 五權車站（页面存档备份，存于）